# Cereopsius spilotus
Cereopsius spilotus är en skalbaggsart som beskrevs av Francis Polkinghorne Pascoe 1885. Cereopsius spilotus ingår i släktet Cereopsius och familjen långhorningar. Inga underarter finns listade i Catalogue of Life.